# Папа Анастасије II
Папа Анастасије II (лат. Anastasius II; је био 50. папа од 25. новембра 496. до 16. новембра 498.